# Daniel Dalmaroni
Pablo Daniel Dalmaroni (La Plata, 8 de mayo de 1961), conocido como Daniel Dalmaroni, es un dramaturgo, guionista y director teatral argentino.
Autor prolífico, sus obras teatrales son frecuentemente representadas en todo su país, y se han extendido a España, Francia, Uruguay y Brasil. Su trabajo participó en festivales nacionales e internacionales y ha obtenido numerosos premios.

## Trayectoria profesional
Luego de estudiar Letras algunos años en la Universidad Nacional de La Plata, cursó estudios de actuación en la Escuela de Teatro de La Plata, de investigación teatral junto a Francisco Javier, y de dramaturgia con Ricardo Monti.
En 2003 se produce el estreno en Buenos Aires de su obra "New York" bajo la dirección de Villanueva Cosse, con un reparto integrado por Jorge Suárez, Juan Palomino, María Figueras y María José Gabín.
Desde entonces, sus obras alcanzaron inmediata repercusión en el medio teatral de su país, y luego en el exterior. Ha sido traducido al inglés, al francés y al portugués. 
A partir de 2007 su carrera tiene un impulso extraordinario a partir del estreno de "Maté a un tipo". La pieza, cuyo humor irreverente choca admirablemente con las formas teatrales clásicas, resulta de interés para numerosos directores y grupos teatrales de su país y del extranjero, llegando a tener más de 150 versiones y 4000 representaciones en todo el mundo.
Un camino similar recorren sus obras “Cuando te mueras del todo”, con más de 30 versiones; "New York", con más de 20 versiones; "Los opas", con más de 15 versiones y "Una tragedia argentina", con más de 10 versiones. Estos estrenos se produjeron en las ciudades de La Plata, Río Gallegos, San Martín de los Andes, Córdoba, Santa Fe, Rosario, Mendoza, Exaltación de la Cruz, Posadas, Paraná, Misiones, Tandil, Río Cuarto, La Rioja, Mar del Plata, Tucumán, San Juan, Formosa, Necochea, Piedra Buena, Corrientes y Salta.
En 2010, El autor pone en escena "El secuestro de Isabelita" bajo su propia dirección, donde un supuesto secuestro de Isabel Perón desemboca en una trama de personajes y situaciones desopilantes que se sobreimprimen en un trasfondo trágico. La obra, que se mantiene en cartel durante tres temporadas, marca el comienzo de una saga peronista que habrá de completar hacia 2017.
En 2016, el dramaturgo aborda la composición de su trilogia de los ´60. La obras "Gangster", "El boticario de la Guerra Fría" y "Una magnífica desolación", exaltan el paisaje cultural de su niñez, y lo proyectan simbólicamente a través de rasgos humorísticos precisos. Las historias evocan íconos culturales de esa década, y juegan con su sentido. Los dardos de la comedia apuntan a la nostalgia.
En 2017 se produce en Buenos Aires el estreno simultáneo de "La escena del crimen" (1' Premio Municipal), "Gangster", "Mosquitas muertas", y "Vacas sagradas", esta última con dirección de Hugo Urquijo, y nominada al ACE en el rubro Autor.
Años después del éxito de "El secuestro de Isabelita", Dalmaroni encara otras tres obras que compondrían su tetralogía peronista. Para 2017 completa "Estado del tiempo", "Juego de manos" y "La comunidad organizada". En este corpus de piezas, según la apreciación de Lorenzo Pepe, Dalmaroni ejerce un peronismo lúcido. Es decir, a pesar de su innegable compromiso, el autor es capaz de poner incómodo a un lector demasiado literal. Las cuatro obras están reunidas en el tomo "Perón Vive" editado por Ciccus.
En 2018 el autor estrena, bajo su dirección, su texto "Un instante sin Dios". Protagonizado por Arturo Bonin y Nelson Rueda
, este texto supone una variación en su estrategia autoral, ya que suspende el ejercicio inmanente del humor negro, para abrir paso a otro género de fatalidad. Este estilo de composición lo llevará en 2024 a estrenar su pieza "600 gramos de olvido", una encrucijada ideológica a través de la breve historia de amor de dos jóvenes. La obra fue dirigida por Marcelo Moncarz, con la actuación de Alexia Moyano y Nelson Rueda.
En 2022 se estrena en el Centro Cultural de la Cooperación su obra "Estado del tiempo". Con dirección de Ana Alvarado y un elenco integrado por Irene Almus, Guillermo Aragonés, Marcela Ferradás. 
Como guionista, el autor desarrolló la novela Amanda O junto a su autora Erika Halvorsen. El producto fue producido por DoriMedia Group y contó con la actuación de Natalia Oreiro y Luciano Castro. Fue emitida por el canal América 2 de Argentina y numerosas emisoras del exterior. 
Sus obras "Una magnífica desolación" y "Un instante sin Dios", se encuentran en la plataforma Teatrix. 
Por su extensa labor literaria, en 2019 el autor fue distinguido como Personalidad Destacada de la Cultura, por el Concejo Deliberante de La Plata, su ciudad natal.

## Actividad Periodística e Institucional
Fue director de la “Revista Oral de Teatro de Buenos Aires”, entre 2003 y 2005, por la que pasaron personalidades del calibre de Ricardo Monti, Rafael Spregelburd, Tato Pavlovsky, Jorge Dubatti, Roberto Perinelli, Patricia Suárez, Marcelo Salvioli, o Ana Durán.
Fue miembro del Directorio de Proteatro, organismo del Ministerio de Cultura de la Ciudad de  Buenos Aires que subsidia la actividad teatral de la ciudad. En esa línea es convocado como jurado de concursos de dramaturgia por el Teatro Nacional Cervantes, el Instituto Cultural de la Provincia de Buenos Aires, AADET, Argentores, y el Premio Estrella de Mar.

### Actividad en Argentores
Comprometido con la defensa del derecho de autor, en 2008 comienza su lazo con la Sociedad General de Autores de la Argentina donde coordina la “Revista Oral de Argentores”, teniendo entre sus participantes a Antonio Carrizo, Luis Cano, Luis Sáez, Juan Palomino, o Raúl Rizzo.
Luego es convocado para integrar como vocal suplente la Junta Directiva que resulta elegida en 2013. Desde entonces, y en su tercer mandato, integra el Consejo Profesional de Teatro. Actualmente es el Vicesecretario de la entidad, además de ejercer la Coordinación de Comunicación.

## Análisis de su obra
Diversos expertos han analizado el impacto producido por los textos de Dalmaroni en el medio teatral.
En el prólogo a su primer tomo de obras, editado por Corregidor, Ricardo Monti afirma:

Descarnada y burlona, llena de humor cruel, la mirada de Daniel Dalmaroni nos conduce por los laberintos del parentesco, en un mundo de espejismos, donde la verdad termina siendo indescifrable y matar una costumbre cotidiana. Y lo hace con certero instinto teatral, en piezas de relojería que una vez disparadas ya no pueden detenerse. Subyugados por ese mecanismo, los lectores-
espectadores no sabemos en qué puede terminar todo, pero el tic-tac sólo hace presentir la explosión final.

Asimismo, Jorge Monteleone sostiene en su estudio preliminar a la 1.a edición de su segundo tomo de obras teatrales:

Su dramaturgia puede contemplarse o leerse con extraordinaria facilidad, y produce un efecto retardado, un efecto devastador en medio de una risa inevitable. A pesar de sus tenebrosas situaciones y de su sarcástica concepción del mundo, el teatro de Dalmaroni es extraordinariamente divertido y ameno, a tal punto que cualquier espectador o lector puede reírse con estos textos, reírse con ganas hasta preguntarse en voz baja qué habrá de gracioso en este feroz espejo oscuro de los argentinos, en estas piezas sombrías que nos hacen reír de nervios, como impuros opas rabiosos y solos.

Por su parte, el investigador del CONICET, Esteban de Gori, entiende en el prólogo de "Perón Vive", que:

De manera virtuosa transforma al peronismo en un laboratorio dramático. Sin nostalgias, sin esencialismos, ni liturgias de la obediencia. Hace del peronismo una pulsión de escritura, de interpretación y de montaje de vidas en estado puro. Lo relata con la crudeza de alguien que escribe desde esa ciudad que tambalea, que por momentos se sostiene, que por otros instantes es saqueada y dignificada (por suyos y ajenos). En estas obras teatrales (...) los personajes se encuentran sometidos a situaciones insólitas, hilarantes, violentas y desmesuradas. Donde un olvido, un engaño napolitano, un secuestro equivocado, un beso, una prisión o una tanga pueden conducirnos –a través de una pulsión escritural y de observación del universo argentino- a las tramas de un peronismo silvestre. Ese que habita en los imaginarios de los personajes y –por que no- de los ciudadanos y ciudadanas de este país. Lectores y lectoras pueden encontrarse en estos textos, pueden encontrar parientes, situaciones, diálogos que escuchan o escucharon en espacios públicos o privados. Memorias y también cansancios y fatigas.

## Premios y reconocimientos

### Premios Principales
| Año       | Premio                                         | Categoría                           | Obra                        |
| --------- | ---------------------------------------------- | ----------------------------------- | --------------------------- |
| 2020      | Estrella de mar                                | Autor                               | "Un instante sin Dios"      |
| 2014/2015 | Primer Premio Municipal Ciudad de Buenos Aires | Obra teatral no estrenada           | "La escena del Crimen"      |
| 2015      | Premio Argentores                              | Obra original para público infantil | "Obligados a dar la vuelta" |
| 2015      | Feria del libro de Porto Alegre                | Obra traudcida al portugués         | Antología                   |
| 2008      | Estrella de mar - Argentores                   | Obra original para adultos          | Maté a un tipo              |

### Otras distinciones
| Año       | Distinción                                                       | Categoría                 | Obra                                  |
| --------- | ---------------------------------------------------------------- | ------------------------- | ------------------------------------- |
| 2019/21   | Nominación Premio ACE                                            | Mejor obra                | Una magnífica desolación              |
| 2017      | Nominación Premio ACE                                            | Mejor autor               | Vacas sagradas                        |
| 2017      | Nominación Premio Trinidad Guevara                               | Mejor autor               | Vacas sagradas                        |
| 2010      | Nominación Premio Teatro del Mundo (UBA)                         | Mejor autor               | El secuestro de Isabelita             |
| 2007      | Nominación Premio Teatro del Mundo (UBA)                         | Mejor autor               | Una tragedia argentina                |
| 2007      | Nominación Premio Teatro del Mundo (UBA)                         | Mejor autor               | Burkina Faso                          |
| 2009      | Nominación Premio Martín Fierro                                  | Guion televisivo          | Amanda O                              |
| 2006      | Concurso Nacional de Obras de Humor                              | Mención especial          | Maté a un tipo                        |
| 2004/2005 | Segundo Premio Municipal Ciudad de Buenos Aires                  | Obra teatral no estrenada | Lucha libre (luego Puesta de espalda) |
| 2003      | Concurso Nacional de Dramaturgia - Instituto Nacional del Teatro | Mención especial          | Una tragedia argentina                |
| 2002/2003 | Tercer Premio Municipal Ciudad de Buenos Aires                   | Obra teatral estrenada    | New York                              |

## Obra

### Estrenos en Argentina
| Año        | Título                        | Director                      | Teatro                                    |
| ---------- | ----------------------------- | ----------------------------- | ----------------------------------------- |
| 2024       | 600 gramos de olvido          | Marcelo Moncarz               | Teatro del Pueblo                         |
| 2023       | Estado del tiempo             | Ana Alvarado                  | Centro Cultural de la Cooperación         |
| 2022       | Tengo un muerto en el placard | Guillermo Ghio                | Nün Teatro Bar                            |
| 2022       | Una de película               | Oscar Laricchia y Leo Prestia | Border                                    |
| 2019       | Una magnífica desolación      | Santiago Doria                | El Tinglado                               |
| 2019       | Un instante sin Dios          | Daniel Dalmaroni              | Nün Teatro Bar / Auditorium Mar del Plata |
| 2017       | Gangster                      | Sebastián Bauzá               | Teatro del Pueblo                         |
| 2017       | Mosquitas muertas             | Jorge Brambati                | Nün Teatro Bar                            |
| 2016       | Vacas Sagradas                | Hugo Urquijo                  | Centro Cultural de la Cooperación         |
| 2016       | La escena del crimen          | Sebastián Bauzá               | El Tinglado                               |
| 2015       | Obligados a dar la vuelta     | Tito Loréfice                 | Instituto Manuel Dorrego                  |
| 2012       | Los opas                      | Daniel Dalmaroni              | Teatro La comedia                         |
| 2010/11/12 | El secuestro de Isabelita     | Daniel Dalmaroni              | Andamio 90                                |
| 2008       | Splatter rojo sangre          | Daniel Dalmaroni              | Teatro del Pueblo                         |
| 2008       | Como blanca diosa             | Hugo Urquijo                  | Teatro del Pueblo                         |
| 2007       | Maté a un tipo                | Diego Aroza                   | Teatro Armando Discépolo                  |
| 2006       | Una tragedia argentina        | Alejandro Casavalle           | El Piccolino                              |
| 2005       | Cuando te mueras del todo     | Lía Jelín                     | Chacarerean Theatre                       |
| 2003       | New York                      | Villanueva Cosse              | Teatro Payró                              |
| 2001       | Burkina Faso                  | Nina Rapp                     |                                           |

### Estrenos internacionales
“Maté a un tipo”, en Barcelona, en español en marzo de 2021. En catalán en enero de 2022.
“Burkina Faso”, en Barcelona, en español en noviembre de 2021. En catalán en febrero de 2022.
“Crímenes de andar por casa”, espectáculo integrado por las obras “Una de película” y “Maté a un tipo”, con dirección de Alberto Castrillo-Ferrer, estrenado en Teatro Gran Vía, Madrid, en 2015.
“Los opas”, estrenada en París. Invitada al Festival de Aviñón, con gira por ciudades del sur de Francia, con dirección de Sophie Gazel. En francés en 2014.
“Maté un tipo”, estrenada en el Teatro Arenal de Madrid, en 2009, con gira española, dirigida por Juan Codina.
Del resto de su obra, las piezas “Maté a un tipo”, “Las malditas”, “Cuando te mueras del todo” y “Una de película” fueron estrenadas en teatros de Madrid, Santiago de Compostela, Valladolid, San Sebastián, Barcelona, Valencia, Galicia, Avilés y Murcia, España; San Pablo, Brasil; Montevideo, Uruguay; Santiago de Chile; Guayaquil, Ecuador; Porto Alegre, Brasil; Asunción, Paraguay y Santo Domingo, República Dominicana.

## Publicaciones

### Libros editados
| Año  | Título                                                    | Descripción | Editorial    |
| ---- | --------------------------------------------------------- | --- | ------------ |
| 2024 | Maté a un tipo, Gángster                                  | Edición griega de "Maté a un tipo" y "Gángster" con estudio Preliminar de Panos Gerakis                                                                                                   | Farmako      |
| 2019 | Perón Vive - Cuatro obras peronistas                      | Contiene las obras: "El secuestro de Isabelita", "Estado del tiempo", "Pase de manos" y "La comunidad organizada"                                                                         | Ciccus       |
| 2018 | Ils ne mouraient plus... Mais étaient-ils encore vivants? | Edición francesa de "Los opas" publicada en París. Traducción de Sophie Gazel. | Les Cygnes   |
| 2017 | Teatro Reunido                                            | Antología de 19 obras teatrales, 700 páginas | Eudeba       |
| 2010 | Teatro /Tomo 2)                                           | Antología las obras teatrales: "El secuestro de Isabelita", "Los opas" "Como blanca diosa", "Las malditas" y "Splatter rojo sangre"                                                       | Corrregidor  |
| 2007 | Maté a un tipo                                            | En el tomo "Teatro de Humor" Biblioteca Hueney | Hueney       |
| 2006 | Lucha Libre                                               | Dentro del libro "Zona de Obras" Antología con obras teatales de Daniel Dalmaroni, Luis Sáez y Pablo Albarello                                                                            | Corrregidor  |
| 2006 | Teatro (Tomo 1)                                           | Antología con las obras teatales: "New York", "Una tragedia argentina", "La vida de los demas", "Maté a un tipo", "Cuando te mueras del todo" y "Burkina Faso". (Segunda edición en 2010) | Corregidor   |
| 1999 | Yo toqué a Karadagián                                     | Novela | Último reino |

### Obra traducida
| Idioma    | Traducción        | Obra                         | Foro                                                |
| --------- | ----------------- | ---------------------------- | --------------------------------------------------- |
| Griego    | Panos Gerakis     | Maté a un tipo, Gángster     | Editorial Farmako.                                  |
| Inglés    | Jean Graham-Jones | Teatro Reunido               | Journal Theatre de The City University of New York. |
| Portugués |                   | Teatro Reunido               | Feria del libro de Porto Alerge                     |
| Francés   | Sophie Gazel      | "Los opas"                   | Festival de Aviñón                                  |
| Catalán   |                   | Maté a un tipo, Burkina Faso | Ciudad de Barcelona                                 |